# -2
Trong toán học, −2 là số đối của 2. Nó là một số nguyên âm lớn hơn −3 và nhỏ hơn -1.